# Bogdan Grzeszczak (aktor)
Bogdan Grzeszczak (ur. 31 stycznia 1962, zm. 15 lutego 2025 w Legnicy) – polski aktor i fotografik.
Absolwent wydziału aktorskiego wrocławskiej PWST (1985) i Studium Fotografii Artystycznej AFA we Wrocławiu (2004). 
Aktor wrocławskich Teatru Współczesnego, Teatru Polskiego oraz Teatru k2, a od 2004 Teatru im. Modrzejewskiej w Legnicy.
Zmarł 15 lutego 2025, trzy tygodnie po przebytym udarze.